# Costantinella cristata
Costantinella cristata är en svampart som beskrevs av Matr. 1892. Costantinella cristata ingår i släktet Costantinella och familjen Morchellaceae.   Inga underarter finns listade i Catalogue of Life.